# Жиу-жицу
Жиу-жицу (на японски: 柔術), срещано и като джиу-джицу, е японско бойно изкуство за близък бой и боен спорт.
Боят се води без оръжие или като се използва късо оръжие.
Въз основа на жиу-жицу по-късно се появява и развива японското бойно изкуство и боен спорт джудо; повлиява също и на други бойни спортове.